# Stefano Tomassini
Stefano Tomassini (Roma, 28 settembre 1950 – Magliano Sabina, 10 gennaio 2021) è stato un giornalista, conduttore radiofonico e saggista italiano.

## Biografia
Cominciò la sua carriera nella redazione de "La Voce Repubblicana", per poi approdare alla conduzione del Gr2, di cui fu caporedattore degli Esteri; lo stesso ruolo avrebbe ricoperto al TG1. In seguito fu tra gli autori del settimanale televisivo Ballarò.
Scrisse Amor di Corsica, dedicato all'isola su cui era approdato nel 1979 per ragioni di studio e che avrebbe poi frequentato per decenni; il libro vinse il Premio "Città di Gaeta" Opera Prima 2001. Nel 2005 pubblicò Istria dei miracoli. Viaggi in una terra di mezzo.
Si dedicò per molti anni allo studio delle vicende di Roma nel XIX secolo, a cui dedicò  quattro  libri:Storia avventurosa della rivoluzione romana. Repubblicani, liberali e papalini nella Roma del '48 (2008), Roma, il papa, il re, l'unità d'Italia e il crollo dello Stato pontificio (2013), La guerra di Roma (2018) e Italiani a Roma (2020). Ricostruì gli avvenimenti storici maggiori, le cronache mondane e le questioni che animarono il dibattito pubblico e la vita sociale dell'Urbe, dagli ultimi decenni dello Stato Pontificio alle trasformazioni seguite all'insediamento come capitale del Regno d'Italia. 
Residente a Magliano Sabina, fu assessore nella giunta Graziani.
Morì nel gennaio 2021 all'età di 70 anni per le complicazioni di un tumore alla gola.

## Opere
- Amor di Corsica. Viaggi di terra, di mare e di memoria, Milano, Feltrinelli, 2000. - Collana Universale Economica. Traveller, Milano, Feltrinelli, 2010, ISBN 978-88-077-2191-5.
- Istria dei miracoli. Viaggi in una terra di mezzo, Collana Terre. Idee, Milano, Il Saggiatore, 2005, ISBN 978-88-428-1233-3.
- Storia avventurosa della Rivoluzione romana. Repubblicani, liberali e papalini nella Roma del '48, Collana Nuovi Saggi. Storia, Milano, Il Saggiatore, 2008, ISBN 978-88-428-1426-9.
- Roma, il papa, il re. L'Unità d'Italia e il crollo dello Stato Pontificio, Collana La Cultura, Milano, Il Saggiatore, 2013, ISBN 978-88-428-1680-5.
- La guerra di Roma. Storia di inganni, scandali e battaglie dal 1862 al 1870, Collana La Cultura, Milano, Il Saggiatore, 2018, ISBN 978-88-428-2432-9.
- Italiani a Roma. Cronache della capitale tra il 1870 e il 1900, Collana La Cultura, Milano, Il Saggiatore, 2020, ISBN 978-88-428-2660-6.